# Сатиїв
Сати́їв — село в Україні у Варковицькій сільській громаді Дубенського району Рівненської області. Населення становить 771 осіб.

## Географія
Селом тече річка Стубелка.

## Герб
У лазуровому щиті виникає зелений пагорб, обтяжений срібною хвилястою балкою, що супроводжується зверху і знизу золотою мурованою чорним кладкою в два ряди, покладеною дугоподібно. У червоній главі срібний розширений хрест.

## Історія
Село вперше згадується в 1523 р. разом із Жорновим маєтком князя Костянтина Острозького.
У 1545 р. село Сатиїв належало королеві Боні.
У 1606 р. власником Сатиєва були княгиня Анна Острозька.
У 1583 р. село було записане князем Іллиюєм Острозьким своїй жінці Беаті Костелецькій (мати Гальшки Острозької).
У 1618 р. при поділі між князями Острозькими село припадає князю Янушу Острозькому, який був тоді каштеляном Краківським.
У XVI ст. в Сатиєві був великий замок, що належав князям Острозьким, від якого залишилися до кінця XIX ст. вали з чотирма бастіонами.
За Кульбишівською угодою 1753 р. Сатиїв переходив до князя Олександра Чарторийського, пізніше до Любомирського. Останнім село Сатиїв належало до старовіра Лашкова
За переписом населення 1911 р. в селі було 800 жителів, однокласова школа, акцизний уряд, одна крамниця, одна гуральня.
У кінці XIX ст. село нараховувало 120 домів і 675 жителів, муровану церкву. .
Нині село нараховує 250 дворів та 771 жителів.
У 1906 році село Малинської волості Дубенського повіту Волинської губернії. Відстань від повітового міста 23 верст, від волості 21. Дворів 100, мешканців 795.
7 (20) листопада 1917 року, відповідно до Третього Універсалу Української Центральної Ради, увійшло до складу Української Народної Республіки.
12 червня 2020 року, відповідно до розпорядження Кабінету Міністрів України № 722-р від «Про визначення адміністративних центрів та затвердження територій територіальних громад Рівненської області», увійшло до складу Варковицької сільської громади.
19 липня 2020 року, в результаті адміністративно-територіальної реформи та ліквідації  Дубенського (1939—2020) району, село увійшло до складу новоутвореного Дубенського району.

## Населення

### Мова
Розподіл населення за рідною мовою за даними перепису 2001 року:
| Мова            | Кількість | Відсоток |
| --------------- | --------- | -------- |
| українська      | 758       | 98.31%   |
| російська       | 6         | 0.78%    |
| інші/не вказали | 7         | 0.91%    |
| Усього          | 771       | 100%     |